# Shim Moon Seup
Shim Moon Seup (심문섭) est un artiste sculpteur abstrait coréen du XXe siècle, né en 1943 à Chungmu.

## Biographie
Shim Moon Seup fait des études au Collège of Fine Art de Séoul. Il pratique les arts martiaux à un très haut niveau. Il enseigne au Soodo Women's Teachers Collège de Séoul.
- Expositions collectives :

de 1965 à 1972, Séoul, Exposition nationale d'Art Coréen.
en 1970 et 1972 Séoul, Avant-garde, Musée national d'Art contemporain.
en 1971, 1973 et 1975, Biennale de Paris.
en 1974, Biennale de Séoul.
en 1975, Biennale de São Paulo et neuvième Biennale de Paris.
en 1975, 1995 à Séoul, École de Séoul, Musée national d'Art Contemporain.
en 1976, Biennale de Sydney.
en 1977-78 à Paris, Iles Rencontres internationales d'art contemporain.
en 1978, 1980, 1986 National Museum of Modern Art de Séoul.
en 1989,1992 Exposition internationale d'art de Chicago.
en 1994 Festival d'Adélaïde (Australie); etc.
- Expositions personnelles :

depuis 1965, 1965 Pusan.
en 1972, 1977, 1979, 1982, 1983, 1985, 1989, 1993, à Tokyo
en 1975, 1980, 1986, 1988, 1990, 1991, 1992, 1993, 1996 à Séoul.
en 1986 à Milan.
en 1988, 1990 à Osaka.
en 1989 à Chicago.
en 1990 à Hiroshima, Nagoya, Osaka.
en 1992 à la Galerie Sigma de New York, et Galerie Rabouan Moussion à Paris, qui le présente de nouveau en 1995 et 1996 à la FIAC.

## Style et tradition
Il réalise des formes simples mais de grandes dimensions, d'une grande simplicité presque à l'état brut, d'abord en bois pendant une dizaine d'années, puis en fer ou acier; il travaille aussi la terre cuite, matériaux qu'il peut mettre en relation réciproque. Son art peut se rapprocher de l'Arte Povera italien, du minimalisme américain, alors qu'il se réfère, en réalité, à une tradition coréenne de pureté des formes, liées au Tao ce que confirme le titre générique de Opening up, révélatrice de l'élémentaire en toute chose. Il explique lui-même: « J'essaie d'intervenir le minimum dans le choix du sujet et même dans l'action de création. En limitant au maximum l'expression du moi, alors je peux entrer en relation avec le monde infini ». Cette participation à l'universel par une certaine occupation de l'espace, ne peut s'accomplir sans prendre en compte l'écoulement du temps, aussi Moon-Seup Shim, par l'artefact d'un certain travail d'usure du matériau de la sculpture, confère à celle-ci les traces d'un passé porteur de son futur.

## Musées
- Séoul (Nat. Mus. of Mod. Art) : Sans titre
- Séoul (City Mus. of Art) : Sans titre